# Stigmella spinosissimae
Stigmella spinosissimae is een vlinder uit de familie dwergmineermotten (Nepticulidae). De wetenschappelijke naam is voor het eerst geldig gepubliceerd in 1928 door Waters.
De soort komt voor in Europa.